# Veni Sancte Spiritus

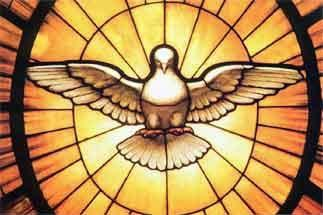
Den Helige Ande som duva i Peterskyrkan.

Veni Sancte Spiritus är en medeltida latinsk pingstsekvens, ibland kallad den "gyllene sekvensen". Det är en av de fyra sekvenser som behölls i Missale romanum 1570 efter det tridentinska konciliet (1545–1563). Genom hymnen ber församlingen den Helige Ande om bistånd. Den påminner om andeutgjutelsen den första pingsten och om Andens gåvor.
Sekvensens text tillskrivs vanligen ärkebiskopen av Canterbury Stephen Langton (1150–1228) eller påven Innocentius III (ca 1160–1216). Hymnologen John Julian ansåg att den troligen skrevs i början av 1200-talet och att författaren förmodligen var Innocentius III.
I den romersk-katolska kyrkan är pingstsekvensen obligatorisk på mässan på pingstdagen och under den kommande veckan, t.ex. annandag pingst. Dess liturgiska plats är efter den andra läsningen före evangeliet.
Den första strofen lyder:
Veni, Sancte Spiritus,
et emitte caelitus
lucis tuae radium.
På svenska:
Kom, Guds egen andedräkt,
kom du rena varma fläkt
av Guds rikes ljuvlighet.
Tolkning Anders Piltz, först publicerad i bönboken Oremus 1981. Nummer 339 i Cecilia. Katolsk gudstjänstbok 2013.